# كيان شهر
كيان شهر (بالفارسية: کیان‌شهر) هي منطقة سكنية تقع في إيران في Toghrol Al Jerd District. يقدر عدد سكانها بـ 6,503 نسمة .